# Drosophila lowei
Drosophila lowei is een vliegensoort uit de familie van de fruitvliegen (Drosophilidae). De wetenschappelijke naam van de soort is voor het eerst geldig gepubliceerd in 1968 door Heed, Crumpacker, Ehrman.